# Blaslay
Blaslay is een plaats en voormalige gemeente in het Franse departement Vienne (regio Nouvelle-Aquitaine) en telt 452 inwoners (1999). De plaats maakt deel uit van het arrondissement Poitiers. Blaslay is op 1 januari 2017 gefuseerd met de gemeenten Charrais, Cheneché en Vendeuvre-du-Poitou tot de gemeente Saint Martin la Pallu, die op 1 januari 2019 werd uitgebreid met de gemeente Varennes tot de gemeente Saint-Martin-la-Pallu. 

## Geografie
De oppervlakte van Blaslay bedraagt 20,2 km², de bevolkingsdichtheid is 22,4 inwoners per km².
De onderstaande kaart toont de ligging van Blaslay met de belangrijkste infrastructuur en aangrenzende gemeenten.

## Demografie
Onderstaande figuur toont het verloop van het inwonertal (bron: INSEE-tellingen).